# Sains-les-Marquion British Cemetery
Sains-les-Marquion British Cemetery is een Britse militaire begraafplaats met gesneuvelden uit de Eerste Wereldoorlog en gelegen in het Franse dorp Sains-lès-Marquion (Pas-de-Calais). De begraafplaats werd ontworpen door Wilfred Von Berg en ligt aan het kruispunt van de Rue du Calvaire met de Route de Marquion, op 600 m ten zuidoosten van het dorpscentrum (Église Sainte Saturnine). Omdat het terrein hoger ligt dan het straatniveau bestaat de toegang uit een tiental treden. De begraafplaats heeft een nagenoeg rechthoekig grondplan met een oppervlakte van ongeveer 722 m² en is omgeven door een natuurstenen muur. Het Cross of Sacrifice staat in de westelijke hoek. De begraafplaats wordt onderhouden door de Commonwealth War Graves Commission.
De begraafplaats telt 254 doden waarvan 28 niet geïdentificeerde.

## Geschiedenis
Het dorp werd op 27 september 1918 door 1st Canadian Division veroverd. De volgende dag werd de begraafplaats gestart door eenheden van de 3rd Canadian Infantry Brigade en werd tot midden oktober 1918 gebruikt. Na de wapenstilstand werd ze nog uitgebreid met graven die afkomstig waren uit het omliggende slagveld en het kerkhof van Marquion. De grote meerderheid van de slachtoffers zijn leden van de Canadian Infantry en de Canadian Field Artillery.
Er liggen nu 69 Britten (waaronder 20 niet geïdentificeerde), 176 Canadezen (waaronder 8 niet geïdentificeerde) en 1 Australiër begraven.

## Graven

### Onderscheiden militairen
- Walter De Mayhew King, kapitein bij de Canadian Light Horse; Robert Bickerdike, kapitein bij het West Yorkshire Regiment (Prince of Wales's Own); Armine Frank Norris, luitenant bij het Canadian Machine Gun Corps en William Proudfoot, luitenant bij de Canadian Infantry werden onderscheiden met het Military Cross (MC).
- Edwin Evans, compagnie sergeant-majoor bij de Canadian Infantry werd onderscheiden met de Distinguished Conduct Medal (DCM).
- nog 14 militairen ontvingen de Military Medal (MM). Korporaal R. Leavitt en soldaat Donald McGregor Stewart ontvingen deze onderscheiding tweemaal (MM and Bar).

### Alias
- soldaat Reginald Sergeant Salsbury diende onder het alias John Reginald Salsbury bij de Canadian Infantry.